# Seclantás
Seclantás är en ort i Argentina.   Den ligger i provinsen Salta, i den norra delen av landet, 1 300 km nordväst om huvudstaden Buenos Aires. Seclantás ligger 2 132 meter över havet och antalet invånare är 306.
Terrängen runt Seclantás är huvudsakligen kuperad, men åt nordväst är den bergig. Seclantás ligger nere i en dal. Trakten runt Seclantás är nära nog obefolkad, med mindre än två invånare per kvadratkilometer.. Det finns inga andra samhällen i närheten.
Omgivningarna runt Seclantás är i huvudsak ett öppet busklandskap.